# Arklow
Arklow (irl. An tInbhear Mór) – miasto w Irlandii, leżące w hrabstwie Wicklow, liczy 12 177 mieszkańców (2011) i jest trzecim miastem co do wielkości pod względem liczby mieszkańców w hrabstwie Wicklow. Przez miasto przepływa rzeka Avoca.
W mieście jest stacja kolejowa Arklow.

## Współpraca
Miasta partnerskie Arklow:
- Châteaudun, Francja